# Forschungsinformationssystem
Ein Forschungsinformationssystem (FIS) ist ein Informationssystem, meist eine Datenbank, bei dem es sich um ein fortlaufend aktualisiertes, umfassendes Verzeichnis der Forscher und Forschungsaktivitäten (z. B. Publikationen, Projekte und Patente) einer Forschungseinrichtung handelt.
Integrierte Forschungsinformationssysteme dienen akademischen und nicht-akademischen Forschungseinrichtungen (wie z. B. Forschungs- und Entwicklungsabteilungen von Industrieunternehmen) dazu, das Portfolio ihrer Forschungsaktivitäten zu überblicken, zu verwalten, zu bewerten, und weiterzuentwickeln. Insofern sind Forschungsinformationssysteme primär ein Werkzeug der Forschungsadministration. Zugleich sind sie auch eine Datenquelle für autoritative, strukturierte, aktuelle und umfassende Daten über Forscher, deren Zugehörigkeiten, Aktivitäten, Output und Ressourcen gegenüber Drittmittelgebern, öffentlicher Hand und allgemeiner Öffentlichkeit (Forschungsdokumentation).

## Abgrenzung
Im Unterschied zu Literaturdatenbanken und digitalen Bibliotheken dienen Forschungsinformationssysteme dazu, die Aktivitäten der (aktuellen und zurückliegenden) Mitglieder einer bestimmten Forschungseinrichtung abzubilden. Dazu können je nach Art der Einrichtung Fachaufsätze und andere typische Forschungspublikationen gehören, aber z. B. auch die Mitarbeit in Drittmittelprojekten oder die Betreuung von Promotionsarbeiten.
Im Unterschied zu kommerziellen sozialen Netzwerken für Forscher (z. B. ResearchGate, Mendeley oder academia.edu) können die öffentlichen Forscherprofile in Forschungsinformationssystemen zwar von den darin beschriebenen Personen verändert oder ergänzt werden; grundlegende Informationen (z. B. die Namen der Forscher und die Art ihrer Mitgliedschaft an der jeweiligen Forschungseinrichtung) sind jedoch vorgegeben. Die Benutzung kommerzieller sozialer Netzwerke ist demgegenüber rein freiwillig, die enthaltenen Informationen daher unvollständig.

## Markt für Forschungsinformationssysteme
Der Markt für Forschungsinformationssysteme wird in zahlreichen Ländern von den Produkten und Diensten wissenschaftlicher Großverlage dominiert:
- SciVal, SciVal Experts und Pure (Elsevier)
- Research in View, Converis (Clarivate Analytics (ehemals Thomson Reuters))
- Symplectic Elements (Macmillan Publishers, durch Tochterunternehmen Digital Science)

International spielt die freie Software VIVO und die mit ihr verbundenen Linked-Open-Data-Ontologien eine prägende Rolle. Ziel von VIVO ist die Berichterstattung über die Forschung und aktuelle Forschungsaktivitäten sowie dessen Förderung. Die Plattform soll Forscher und die Forschung im Netz abbilden. Es wird daran gearbeitet, die komplette Ontologie von VIVO auch für den deutschsprachigen Raum zu übersetzen und anzuwenden.
Im deutschsprachigen Raum gibt es verschiedene Forschungsinformationssysteme, die als kommerzielle Systeme (bspw. FACTScience Forschungsinformationssystem der QLEO Science GmbH sowie UniversiS der UniversiS GmbH) oder als freie Software zumeist von wissenschaftlichen Bibliotheken als Inhouse-Lösungen entwickelt und betrieben werden, z. B. PUB an der Universität Bielefeld sowie Invenio an der Zentralbibliothek des Forschungszentrums Jülich, am CERN, den Bibliotheken des Deutschen Elektronensynchrotrons (DESY), des Helmholtzzentrums für Schwerionenforschung (GSI) und der RWTH Aachen.
Laut einer Studie betrieben in Deutschland im Jahr 2014 von 51 Hochschulen mit Promotionsrecht, die an einer entsprechenden Umfrage teilnahmen, 22 ein Forschungsinformationssystem (43 %). 13 weitere Hochschulen gaben an, ein FIS aufzubauen, 10 befanden sich in der Phase der Planung.
In Österreich zeigte eine Studie 2015 den Wunsch vieler Wissenschaftler auf, eine erhöhte Sichtbarkeit der eigenen Forschung mittels vernetzter Forschungsinformationssysteme zu erlangen. Das Bundesministerium für Wissenschaft, Forschung und Wirtschaft fördert seit 2017 die Entwicklung des Forschungsinformationssystems Portfolio & Showroom, das als Open-Source-Software zur Verfügung steht und derzeit von der Universität für angewandte Kunst Wien, Basis wien, Österreichische Akademie der Wissenschaften und der Universität für Musik und darstellende Kunst Wien entwickelt wird.

## Kritik an kommerziellen Forschungsinformationssystemen
Forschungsinformationssysteme werden durch kommerzielle Verlags- bzw. Datenanalysekonzerne zunehmend als Teil von umfassenden Servicepaketen angeboten, die einen Lock-in-Effekt erzeugen und eine umfassende Kontrolle des Forschungszyklus ermöglichen. Wenn solche kommerziellen Systeme an Hochschulen und Forschungseinrichtungen implementiert werden, dann kommt es in großem Umfang zum Sammeln und Verarbeiten personenbezogener Daten und damit potenziell zu Konflikten mit dem Datenschutzrecht und der Wissenschaftsfreiheit. In einem 2021 veröffentlichten Informationspapier der DFG wird die Gefahr gesehen, dass öffentlich finanzierte Forschungseinrichtungen durch Nutzung solcher Systeme dem Datentracking der Konzerne Vorschub leisten und zu „Mitverantwortlichen für die Verletzung des Rechts auf informationelle Selbstbestimmung“ werden.

## Standards und Vereinigungen
- Weltweit: euroCRIS (Entwicklung des XML-Standards CERIF)[9]
- Deutschland: DINI-AG FIS[10]